# سارا كرافين
سارا كرافين (بالإنجليزية: Sara Craven)‏ (1 أكتوبر 1938، ديفون في المملكة المتحدة - 15 نوفمبر 2017)؛ روائية بريطانية.